# Patsy De Cleyn
Patsy De Cleyn is een personage uit de Vlaamse soapserie Wittekerke dat werd gespeeld door Pascale Michiels. Zij speelde deze rol in de eerste twee seizoenen, van 1993 tot 1994. In het eerste seizoen is Patsy een hoofdpersonage en draaien grote verhaallijnen om haar. In het tweede seizoen verdwijnt ze al na enkele afleveringen.

## Personage
Patsy is de dochter van Annie De Cleyn, haar vader is overleden. Ze werkt in café De Schorre bij Marcel en wordt verliefd op zijn zoon Chris. Aan het begin van de serie keert Jos Verlackt terug naar Wittekerke. Hij had vroeger een relatie met Annie en probeerde Patsy aan te randen. Patsy is razend als Annie Jos terug in huis neemt, maar zij beweert dat Jos veranderd is. Patsy en Chris verloven zich. Jos bespiedt hen vaak als ze alleen zijn, Patsy merkt dit af en toe en confronteert Jos dan. Als Christel Steveniers vermoord wordt door Jos is hij de hoofdverdachte nummer één van agent Georges Coppens, maar Patsy gelooft niet dat Jos zo slecht kan zijn. Haar moeder krijgt kanker en moet naar het ziekenhuis. Patsy neemt vrij om voor haar te zorgen. Dan keert Wielemans terug naar Wittekerke. Zijn echte naam is Werner en hij woonde vroeger bij Patsy in de straat en ze waren vaak samen. Door een ongeval zit hij in een rolstoel en noemt hij zich Wielemans. Ze brengt meteen veel tijd met hem door en Chris wordt, aangemoedigd door Jos, jaloers. Volgens Magda zal Wielemans weer kunnen lopen als hij moeite doet. Patsy dwingt hem om tests te ondergaan in het ziekenhuis. Zij gaat mee maar hij wil niet dat iemand dit weet. Patsy zegt tegen Chris dat ze naar de kapper gaat, maar hij ontdekt dat dit niet zo is en ziet haar met Wielemans waardoor hij kwaad wordt en het wil uitmaken. Patsy kan hem bedaren en ze maken het goed. 
Ze willen een groot verlovingsfeest geven, maar hebben problemen met de locatie. Omdat Jos niet welkom is in de Schorre moet het ergens anders. Wielemans praat hen een dancing aan. Het wordt een spetterend verlovingsfeest. Patsy is haar oorbel verloren en gaat ’s nachts terug, maar dan ligt Jos op de loer en hij verkracht haar. De volgende ochtend wordt ze wakker in de dancing en kan zich niet meer herinneren wie dit gedaan heeft. Ze zoekt haar toevlucht bij Wielemans en wil met niemand iets te maken hebben. Wielemans roept de hulp van dokter Nellie in. Zij stelt voor om naar een hulpgroep te gaan voor mensen die verkracht zijn om het te verwerken. Jos is bang dat Patsy zich alles zal herinneren en gaat naar de loods van Wielemans om haar te vermoorden, maar hij wordt daarbij gehinderd door Wielemans. Hij probeert uit te leggen dat hij haar enkel wou bezoeken. Onder hypnose herkent Patsy Jos. Nellie besluit om het nog niet meteen aan Patsy te vertellen omdat dit nefaste gevolgen zou kunnen hebben. Intussen vervreemdt ze helemaal van Chris. Annie gelooft eerst niet in de hypnose en vertrouwt Jos nog steeds, tot ze een vliegtuigticket vindt naar Spanje en door heeft dat hij wil vluchten. Jos valt Annie aan en met een mes steekt ze hem dood. Annie verandert helemaal en wil boeten voor haar daden. Hoewel het zelfverdediging was, zegt ze dat het moord met voorbedachten rade was, ze zegt zelfs dat ze hem wou vergiftigen, wat het advocate Véronique Lemaître moeilijk maakt om haar te verdedigen. Annie wil geen bezoek van Patsy en vraagt haar om haar te vergeten. Omdat het huis van de moord verzegeld is blijft Patsy bij Wielemans, aan Chris laat ze weten dat ze momenteel niet klaar is voor een relatie.
Ze probeert de loods van Wielemans wat leefbaarder te maken wat hem niet zoveel zint. Als Katrien Coppens interesse begint te tonen in Wielemans ontdekt Patsy dat ze zelf gevoelens voor hem heeft en ze worden een koppel. Ze gaat terug in het café van Marcel werken en wordt bevriend met Katrien. Als Joke Collin in Wittekerke opduikt begint Wielemans weer aan zijn passie, mixen voor de groep van Joke, the Twilights. De groep kent al snel succes na enkele optredens in de Schorre en ze besluiten op tournee te gaan. Wielemans wil dat Patsy meegaat, maar Joke wil dat niet. Hij stelt Joke voor een ultimatum die uiteindelijk toegeeft. Patsy heeft getwijfeld om iedereen achter te laten, vooral haar moeder die ze nog elke week bezoekt, maar ze beslist om toch mee te gaan.

## Vertrek
Vertrekt samen met Wielemans en Joke op tournee met hun band The Twilights. Een paar maanden later komt de groep optreden in Oostende; Katrien en Tanja vernemen van Joke dat Patsy en Wielemans uit de groep zijn gestapt. Later krijgt Katrien een brief dat het niet boterde tussen Patsy en Joke en dat ze nu op een cruiseschip werken op de Middellandse Zee.

## Familie
- Annie De Cleyn (moeder)